# Diena
Diena (dia em letão) é um dos jornais diários com maior número de assinantes na Letônia. O jornal foi fundado em 1990, e a primeira edição foi publicada em 23 de novembro de 1990.
O Diena publica artigos sobre política, economia, cultura, educação, questões sociais, e opiniões e análises dos processos sócio-políticos da Letônia e do mundo. É também publicado na Internet.